# 플레이스테이션 (콘솔)
플레이스테이션(영어: PlayStation)은 소니 컴퓨터 엔터테인먼트가 개발하고 마케팅한 가정용 비디오 게임기이다. 일본에서는 1994년 12월 3일, 북아메리카에서는 1995년 9월 9일, 유럽에서는 1995년 9월 29일 출시되었으며, 그 후 다른 지역에서도 출시되었다. 5세대 콘솔인 플레이스테이션은 주로 닌텐도 64 및 세가 새턴과 경쟁했다.
소니는 1990년대 초 닌텐도와 슈퍼 패미컴용 CD-ROM 주변기기 개발을 시도했으나 실패한 후 플레이스테이션 개발을 시작했다. 이 콘솔은 주로 쿠타라기 켄과 일본의 소니 컴퓨터 엔터테인먼트가 설계했으며, 추가 개발은 영국에 외주를 주었다. 3D 폴리곤 그래픽스에 대한 강조가 콘솔 설계의 최전선에 놓였다. 플레이스테이션 게임 제작은 간소화되고 포괄적으로 설계되어 많은 서드 파티 개발사의 지원을 유도했다.
이 콘솔은 방대한 게임 라이브러리, 인기 프랜차이즈, 낮은 소매 가격, 그리고 청소년 및 성인에게 선호되는 콘솔로 광고하는 공격적인 청소년 마케팅으로 인기를 얻었다. 이 콘솔을 대표하는 비평가들의 찬사를 받은 게임으로는 그란 투리스모, 크래쉬 밴디쿳, 스파이로 더 드래곤, 툼레이더, 바이오하자드, 메탈 기어 솔리드, 철권 3, 그리고 파이널 판타지 VII가 있다. 소니는 출시 후 11년이 지난 2006년 3월 23일에 플레이스테이션 생산을 중단했으며, 이는 플레이스테이션 3가 데뷔한 해와 같다. 4,000개 이상의 플레이스테이션 게임이 출시되었으며, 누적 판매량은 9억 6천 2백만 유닛이다.
플레이스테이션은 비디오 게임 산업에서 소니의 권력 상승을 알렸다. 비평가들의 찬사를 받고 강한 판매량을 기록했으며, 10년도 채 되지 않아 1억 대 이상 판매된 최초의 컴퓨터 엔터테인먼트 플랫폼이 되었다. CD 사용은 게임 산업이 카트리지에서 전환되는 계기가 되었다. 플레이스테이션의 성공은 2000년 플레이스테이션 2를 시작으로 후속작 시리즈로 이어졌다. 같은 해 소니는 더 작고 저렴한 모델인 PS One을 출시했다.

## 역사

### 배경

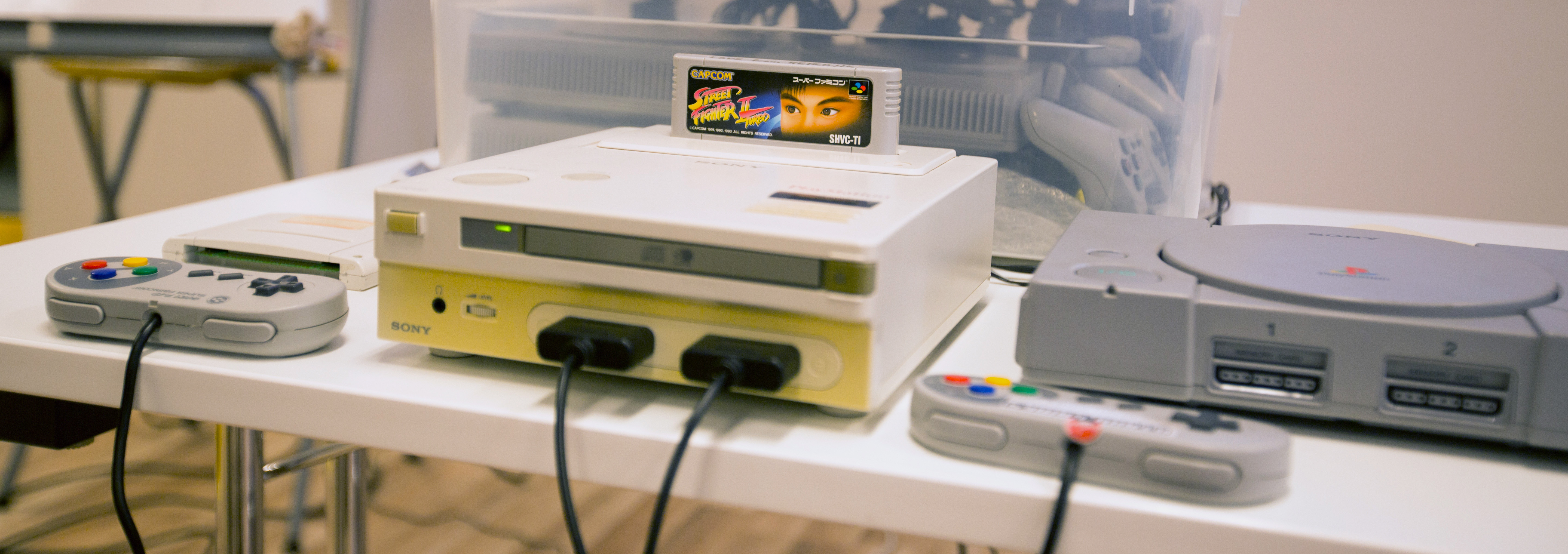
알려진 슈퍼 패미컴 기반 플레이스테이션 프로토타입 중 단 두 개 중 하나

플레이스테이션은 소니그룹의 하드웨어 엔지니어링 부문을 관리했으며 나중에 "플레이스테이션의 아버지"로 불리게 된 소니 경영진 쿠타라기 켄이 구상했다. 쿠타라기의 비디오 게임에 대한 관심은 딸이 닌텐도의 패미컴으로 게임을 하는 것을 보고 시작되었다. 쿠타라기는 자신의 SPC-700 사운드 프로세서의 기능을 시연하여 닌텐도가 슈퍼 패미컴 (SNES)에 이를 사용하도록 설득했다. 닌텐도와 협력하려는 그의 의지는 패미컴에 대한 그의 존경심과 비디오 게임 콘솔이 주요 가정용 엔터테인먼트 시스템이 될 것이라는 확신에서 비롯되었다. 쿠타라기는 소니의 허락 없이 닌텐도와 협력했기 때문에 거의 해고될 뻔했지만, 노리오 오가 사장은 쿠타라기 칩의 잠재력을 인정하고 그를 후원자로 유지하기로 결정했다.
플레이스테이션의 시작은 1988년 닌텐도와 소니 간의 합작 투자로 거슬러 올라간다. 닌텐도는 패밀리 컴퓨터 디스크 시스템 형태의 카트리지를 보완하는 플로피 디스크 기술을 생산했으며, SNES용으로 이 보조 저장 전략을 계속하고 싶었다. 소니는 이미 SNES용 SPC-700 사운드 프로세서를 생산하기로 계약했기 때문에 닌텐도는 소니와 협력하여 "Play Station" 또는 "SNES-CD"라는 가칭의 CD-ROM 애드온을 개발하기로 계약했다. 플레이스테이션이라는 이름은 이미 야마하에 의해 상표 등록되어 있었지만, 이데이 노부유키는 이 이름이 너무 마음에 들어 다른 대안을 찾는 대신 미공개 금액으로 이를 획득하는 데 동의했다.
소니는 빠르게 확장되는 비디오 게임 시장에서 발판을 마련하기를 열망했다. 불운한 MSX 가정용 컴퓨터 포맷의 주요 제조업체였던 소니는 소비자 가전 분야에서의 경험을 활용하여 자체 비디오 게임 하드웨어를 생산하기를 원했다. 닌텐도와 소니 간의 초기 계약은 CD-ROM 드라이브 애드온을 생산하는 것이었지만, 소니는 SNES 호환 소니 브랜드 콘솔을 개발할 계획도 세웠다. 이 버전은 SNES 카트리지와 소니가 설계할 "슈퍼 디스크"라는 새로운 CD 포맷을 모두 재생하는 홈 엔터테인먼트 시스템에 더 가까울 의도였다. 계약에 따라 소니는 모든 슈퍼 디스크 게임에 대한 유일한 국제 권리를 보유하여 비디오 게임 시장에서 닌텐도의 선두 위치에도 불구하고 상당한 통제권을 가졌다. 또한 소니는 보조 애플리케이션으로 적극적으로 추진해온 음악 및 영화 소프트웨어 관련 라이선스의 유일한 수혜자이기도 했다.
플레이 스테이션은 라스베이거스에서 열리는 1991년 소비자 가전 박람회 (CES)에서 발표될 예정이었다. 그러나 닌텐도 사장 야마우치 히로시는 이 시점에서 소니의 영향력 증가를 경계했으며, 1988년 원래 계약이 SNES CD-ROM 형식으로 작성된 모든 게임에 대한 통제권을 소니에 넘겨주는 것이라는 것을 깨닫고 이를 받아들일 수 없다고 판단했다. 닌텐도가 비디오 게임 시장을 지배하고 있었지만, 소니는 더 우수한 연구개발 부서를 보유하고 있었다. 닌텐도의 기존 라이선스 구조를 보호하고자 야마우치는 소니에 알리지 않고 닌텐도-소니 합작 SNES CD 부착에 대한 모든 계획을 취소했다. 그는 미노루 아라카와 닌텐도 오브 아메리카 사장 (그의 사위)과 하워드 링컨 회장을 암스테르담으로 보내 소니의 경쟁사인 네덜란드 대기업 필립스와 더 유리한 계약을 체결하게 했다. 이 계약은 닌텐도에 필립스에서 생산하는 모든 기기에 대한 라이선스에 대한 완전한 통제권을 부여할 것이었다.
쿠타라기와 당시 소니 홍보 이사였던 이데이 노부유키는 CES가 시작되기 이틀 전에 닌텐도의 행동을 알게 되었다. 쿠타라기는 필립스를 포함한 수많은 연락처에 전화했지만 소용이 없었다. CES 첫날, 소니는 닌텐도와의 파트너십과 새로운 콘솔인 플레이 스테이션을 발표했다. 다음 날 오전 9시, 업계에서 "역사상 가장 큰 배신"이라고 불리는 사건에서, 하워드 링컨은 무대에 올라 닌텐도가 이제 필립스와 동맹을 맺고 소니와의 작업을 중단할 것이라고 밝혔다.

### 시작

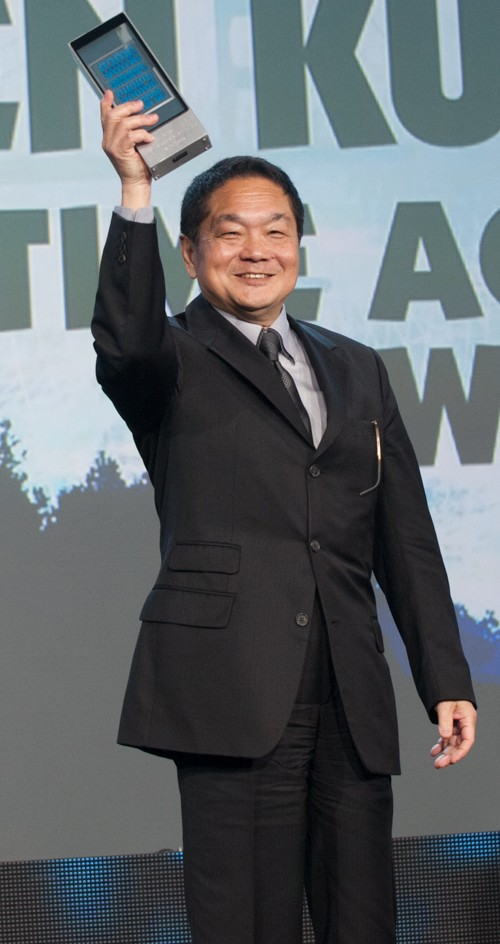
2014년 게임 디벨로퍼스 초이스 어워드에서 찍힌 "플레이스테이션의 아버지" 쿠타라기 켄.

닌텐도의 거절에 격분한 오가와 쿠타라기는 소니가 자체 콘솔을 개발하기로 결정했다. 닌텐도의 계약 위반은 일본 경제계에서 경악을 불러일으켰는데, 이는 자국 기업이 외국 기업을 선호하여 서로 등을 돌리지 않는다는 "불문율"을 어겼기 때문이다. 소니의 미국 지사는 세가와 동맹을 맺고 세가 멀티미디어 엔터테인먼트 시스템이라는 CD-ROM 기반 기기를 생산하는 것을 고려했지만, 톰 칼린스키 세가 아메리카 CEO가 도쿄의 세가 이사회에 제안하자 이들은 이를 거부했다. 칼린스키는 그들이 이렇게 말했다고 회상했다. "그건 바보 같은 생각이야. 소니는 하드웨어 만드는 법을 몰라. 소프트웨어 만드는 법도 모르고. 왜 우리가 이걸 하고 싶어 하겠어?" 소니는 연구를 중단했지만, 닌텐도와 세가와 함께 개발했던 것을 SNES 기반 콘솔로 개발하기로 결정했다.
1991년 CES에서 혼란스러운 사건이 있었음에도 불구하고 닌텐도와 소니 간의 협상은 계속 진행 중이었다. 플레이 스테이션이 여전히 SNES 게임용 포트를 가질 것이라는 제안이 나왔는데, 이는 쿠타라기의 오디오 칩을 계속 사용하고 닌텐도가 권리를 소유하며 이익의 대부분을 받을 것이라는 조건이었다. 약 200개의 프로토타입 기기가 제작되었고 일부 소프트웨어 개발이 시작되었다. 소니 내부의 많은 사람들은 여전히 비디오 게임 산업 참여에 반대했으며, 일부는 쿠타라기가 회사를 위험에 빠뜨렸다고 불만을 품었다. 쿠타라기는 소니가 성장하는 산업에서 물러서지 않고 닌텐도와의 거래는 결코 성공하지 못할 것이라고 주장했다. 단호한 조치를 취해야 한다는 것을 알고 소니는 1992년 5월 4일 닌텐도와의 모든 관계를 단절했다.
플레이스테이션 프로젝트의 운명을 결정하기 위해 오가는 1992년 6월 쿠타라기와 소니 이사회의 여러 고위 임원들이 참석한 회의를 주재했다. 쿠타라기는 몰입감 있는 3D 그래픽으로 게임을 플레이하는 자체 CD-ROM 기반 시스템을 비밀리에 개발하고 있었다고 밝혔다. 쿠타라기는 자신의 LSI 칩이 당시 소니의 반도체 부서의 능력을 뛰어넘는 100만 개의 논리 회로를 수용할 수 있다고 확신했다. 오가의 열정을 얻었음에도 불구하고 회의에 참석한 대다수의 반대가 여전히 남아 있었다. 나이 든 소니 임원들도 닌텐도와 세가를 "장난감" 제조업체로 보았기 때문에 반대했다. 반대자들은 게임 산업이 문화적으로 너무 이질적이며 소니는 서로 익숙하고 "문명적인" 사업 협상을 할 수 있는 시청각 산업의 중심 주체로 남아 있어야 한다고 주장했다. 쿠타라기가 닌텐도로부터 겪었던 굴욕을 상기시키자 오가는 프로젝트를 유지하고 쿠타라기의 가장 열렬한 지지자 중 한 명이 되었다.
오가는 쿠타라기와 그의 팀원 9명을 소니 본사에서 본 그룹의 자회사인 소니 뮤직 엔터테인먼트 (일본)(SMEJ)로 옮겨, 프로젝트를 유지하고 MMCD 개발 프로젝트를 위해 필립스와의 관계를 유지하게 했다. SMEJ의 참여는 플레이스테이션의 초기 개발에 결정적이었다. CD-ROM 형식으로 게임을 제조하는 과정이 오디오 CD에 사용되는 과정과 유사했기 때문에 소니의 음악 부서는 상당한 경험을 가지고 있었다. SMEJ에 있는 동안 쿠타라기는 에픽/소니 레코드 설립자 마루야마 시게오 및 사토 아키라와 협력했으며, 이들은 나중에 플레이스테이션 사업을 운영하는 부문의 부사장이 되었다. 소니 컴퓨터 엔터테인먼트(SCE)는 소니와 SMEJ가 비디오 게임 산업 진출을 담당하기 위해 공동으로 설립했다. 1993년 10월 27일, 소니는 플레이스테이션으로 게임 콘솔 시장에 진출할 것이라고 공식적으로 발표했다. 마루야마에 따르면, 콘솔이 주로 2D, 스프라이트 기반 그래픽에 초점을 맞춰야 할지, 아니면 3D 폴리곤 그래픽스에 초점을 맞춰야 할지에 대한 불확실성이 있었다. 소니가 일본 아케이드에서 세가의 버추어 파이터 (1993)의 성공을 목격한 후, 플레이스테이션의 방향은 "즉시 명확해졌고" 3D 폴리곤 그래픽스가 콘솔의 주요 초점이 되었다. SCE 사장 도쿠나가 테루히사는 세가의 버추어 파이터의 시기적절한 출시가 3D 이미지로 게임을 만드는 것이 가능하다는 것을 "적시에" 증명해 주었기 때문에 감사하다고 말했다. 마루야마는 소니가 고품질 비주얼과 게임 플레이와 함께 CD-ROM 형식의 레드북 오디오를 게임에서 활용하는 새 콘솔의 능력을 더욱 강조하기를 원했다고 주장했다.
닌텐도와의 실패한 사업에서 프로젝트를 분리하기 위해 소니는 처음에 플레이스테이션을 "플레이스테이션 X" (PSX)로 브랜드화했다. 소니는 1995년 1월과 5월에 소니 컴퓨터 엔터테인먼트 유럽 (SCEE)과 소니 컴퓨터 엔터테인먼트 아메리카 (SCEA)로 알려진 유럽 지사와 북아메리카 지사를 설립했다. 이 부서들은 포커스 그룹 연구에서 "플레이스테이션"에 대한 부정적인 피드백에 따라 새로운 콘솔을 "PSX"라는 대체 브랜드로 마케팅할 계획을 세웠다. 콘솔 출시 전 북아메리카에서의 초기 광고는 PSX를 언급했지만, 이 용어는 출시 전에 폐기되었다. 콘솔은 닌텐도의 콘솔과 달리 소니의 이름으로 마케팅되지 않았다. 필 해리슨 SCEE 대표 이사에 따르면, 소니의 많은 상위 경영진은 소니 브랜드가 "장난감"이라고 생각하는 콘솔과 연관되면 손상될 것을 우려했다.

### 개발
소니는 게임 개발 경험이 없었기 때문에 서드 파티 게임 개발사의 지원에 의존해야 했다. 이는 자체적으로 다재다능하고 잘 갖춰진 아케이드 게임용 사내 소프트웨어 부서를 가지고 있어 성공적인 게임을 가정용 콘솔로 쉽게 이식할 수 있었던 세가와 닌텐도와는 대조적이었다. 아타리 재규어 및 3DO와 같은 최근 콘솔은 개발사 지원 부족으로 낮은 판매를 기록하여 소니가 아케이드에 능숙한 개발사의 지지를 얻기 위해 노력을 두 배로 늘리도록 촉구했다. 1993년 5월, 에픽 소니 팀은 플레이스테이션의 기술적 매력으로 게임 개발자를 유치하기 위해 일본 전역의 100개 이상의 회사를 방문했다. 소니는 많은 개발자들이 닌텐도가 다른 게임보다 자사 게임을 선호하는 것과 같은 닌텐도의 관행을 싫어한다는 것을 알게 되었다. 일련의 협상을 통해 소니는 남코, 코나미, 윌리엄스 엔터테인먼트뿐만 아니라 일본에서만 250개의 다른 개발 팀으로부터 초기 지원을 얻었다. 특히 남코는 아케이드 시장에서 세가와 경쟁했기 때문에 플레이스테이션용 게임 개발에 관심을 가졌다. 이 회사들을 확보함으로써 당시 가장 인기 있는 아케이드 게임 중 하나였던 릿지 레이서 (1993)와 모탈 컴뱃 3 (1995)와 같은 영향력 있는 게임을 확보할 수 있었으며, 릿지 레이서는 당시 가장 인기 있는 아케이드 게임 중 하나였고, 남코가 오랫동안 닌텐도 개발사였음에도 불구하고 1993년 12월까지는 플레이스테이션의 첫 게임이 될 것이라는 것이 비공개적으로 확인되었다. 남코의 연구 담당 이사 나카무라 시게이치는 1993년 쿠타라기와 만나 플레이스테이션 예비 사양에 대해 논의했으며, 남코는 이후 플레이스테이션 하드웨어를 기반으로 남코 시스템 11 아케이드 보드를 만들고 철권을 개발하여 버추어 파이터와 경쟁했다. 시스템 11은 플레이스테이션 출시 몇 달 전에 아케이드에서 출시되었으며, 철권의 아케이드 버전은 1994년 9월에 출시되었다.
다양한 일본 스튜디오의 지원을 확보했음에도 불구하고, 소니는 플레이스테이션이 개발 중일 때 자체 개발자가 없었다. 이는 소니가 1993년 리버풀 기반 회사 사이그노시스 (나중에 SCE 리버풀로 이름 변경)를 4,800만 달러에 인수하여 첫 사내 개발 팀을 확보하면서 바뀌었다. 이 인수는 소니가 유럽과 북아메리카에서 플레이스테이션 출시를 위한 더 많은 론칭 게임을 준비할 수 있음을 의미했다. 사이그노시스의 공동 설립자인 이언 헤더링턴은 플레이스테이션의 초기 빌드를 받은 후 실망했으며, 그의 팀이 참여할 때까지 콘솔이 "목적에 적합하지 않았다"고 회상했다. 헤더링턴은 더 넓은 아이디어에 대해 소니 경영진과 자주 충돌했다. 한때는 플레이스테이션이 내장된 텔레비전을 생산하는 것이 제안되기도 했다. 플레이스테이션 출시 몇 달 전, 사이그노시스는 약 500명의 전임 직원을 게임 개발 및 소프트웨어 개발 지원에 투입했다.
사이그노시스 인수는 플레이스테이션에 또 다른 전환점이 되었는데, 이는 콘솔의 개발 키트를 만드는 데 중요한 역할을 했기 때문이다. 소니는 플레이스테이션 개발을 위해 MIPS R4000 기반 소니 뉴스 워크스테이션을 제공했지만, 사이그노시스 직원들은 이러한 비싼 워크스테이션에서 개발하는 것을 꺼려 브리스틀에 기반을 둔 SN 시스템즈에 대안적인 PC 기반 개발 시스템을 만들어 달라고 요청했다. SN 시스템즈의 소유주인 앤디 베버리지와 마틴 데이는 이전에 메가 드라이브, 아타리 ST, SNES와 같은 다른 콘솔용 개발 하드웨어를 공급했다. 사이그노시스가 1994년 1월 라스베이거스에서 열린 CES에서 SN 시스템즈와 소니 일본 임원들과의 만남을 주선했을 때, 베버리지와 데이는 일반 개인 컴퓨터에서 두 개의 확장 보드로 실행될 수 있는 축소된 개발 키트의 프로토타입을 선보였다. 감명을 받은 소니는 워크스테이션 기반 개발 시스템 계획을 SN 시스템즈의 것으로 대체하기로 결정하여 소프트웨어 설계에 더 저렴하고 효율적인 방법을 확보했다. 이후 600개 이상의 시스템이 주문되었고, SN 시스템즈는 소니에 어셈블러, 링커, 디버거와 같은 추가 소프트웨어를 공급했다. SN 시스템즈는 플레이스테이션 2를 포함한 미래 플레이스테이션 시스템용 개발 키트를 생산했으며 2005년 소니에 인수되었다.
소니는 세가와 닌텐도의 비교적 고립된 접근 방식과 대조적으로 게임 생산을 가능한 한 간소화하고 포괄적으로 만들려고 노력했다. 필 해리슨 SCEE 대표 이사는 소니의 개발사 지원 강조가 개발의 가장 많은 시간을 소비하는 측면을 줄였다고 믿었다. 프로그래밍 라이브러리를 제공할 뿐만 아니라, 런던, 캘리포니아, 도쿄의 SCE 본부에는 필요한 경우 서드 파티 개발사와 긴밀히 협력할 수 있는 기술 지원 팀이 있었다. 소니는 닌텐도와 달리 자체 제품보다 비소니 제품을 선호하지 않았다. 불프로그 프로덕션의 피터 몰리뉴는 소프트웨어 개발사에 대한 소니의 개방적인 접근 방식을 높이 평가했으며, PC를 개발 플랫폼으로 사용하기로 한 결정을 칭찬하며 "[그것은] 당신이 가진 자유 면에서 감옥에서 풀려난 것과 같다"고 말했다. 소프트웨어 개발사를 유치하는 데 도움이 된 또 다른 전략은 플레이스테이션이 전통적인 카트리지 대신 CD-ROM 형식을 사용한 것이었다. 닌텐도 카트리지는 제조 비용이 비쌌고, 회사가 모든 생산을 통제하여 자체 게임을 우선시한 반면, 저렴한 콤팩트 디스크 제조는 전 세계 수십 곳에서 이루어졌다.
플레이스테이션의 아키텍처와 PC와의 상호 연결성은 많은 소프트웨어 개발자에게 유익했다. C 프로그래밍 언어의 사용은 개발자가 추가 하드웨어 개정을 결정할 경우 기계의 미래 호환성을 보호하는 데 유용하다는 것이 입증되었다. 본질적인 유연성에도 불구하고 일부 개발자들은 콘솔의 RAM 부족으로 인해 제한을 받는다는 것을 알게 되었다. 플레이스테이션의 베타 빌드를 작업하는 동안 몰리뉴는 MIPS 프로세서가 빠른 PC의 프로세서만큼 "강력하지 않았다"고 언급했으며, 그의 팀이 PC 코드를 플레이스테이션 개발 키트로 이식하는 데 2주가 걸렸고 4배의 속도 향상을 달성하는 데 또 2주가 걸렸다고 말했다. 당시 유럽 최대 게임 개발사 중 하나였던 오션 소프트웨어의 한 엔지니어는 3.5메가바이트의 제약으로 인해 RAM 할당이 어려운 측면이라고 생각했다. 쿠타라기는 플레이스테이션의 RAM 양을 두 배로 늘리는 것은 쉬웠겠지만, 개발팀은 소매 비용을 낮추기 위해 그렇게 하지 않았다고 말했다. 쿠타라기는 시스템 개발에서 가장 큰 도전은 고성능, 저비용, 그리고 프로그래밍 용이성이라는 상충되는 목표의 균형을 맞추는 것이라고 보았으며, 이 점에서는 그와 그의 팀이 성공했다고 느꼈다.
기술 사양은 1993년에 확정되었고 디자인은 1994년에 확정되었다. 플레이스테이션 이름과 최종 디자인은 1994년 5월 10일 기자 회견에서 확인되었지만, 가격과 출시일은 아직 공개되지 않았다.

### 출시

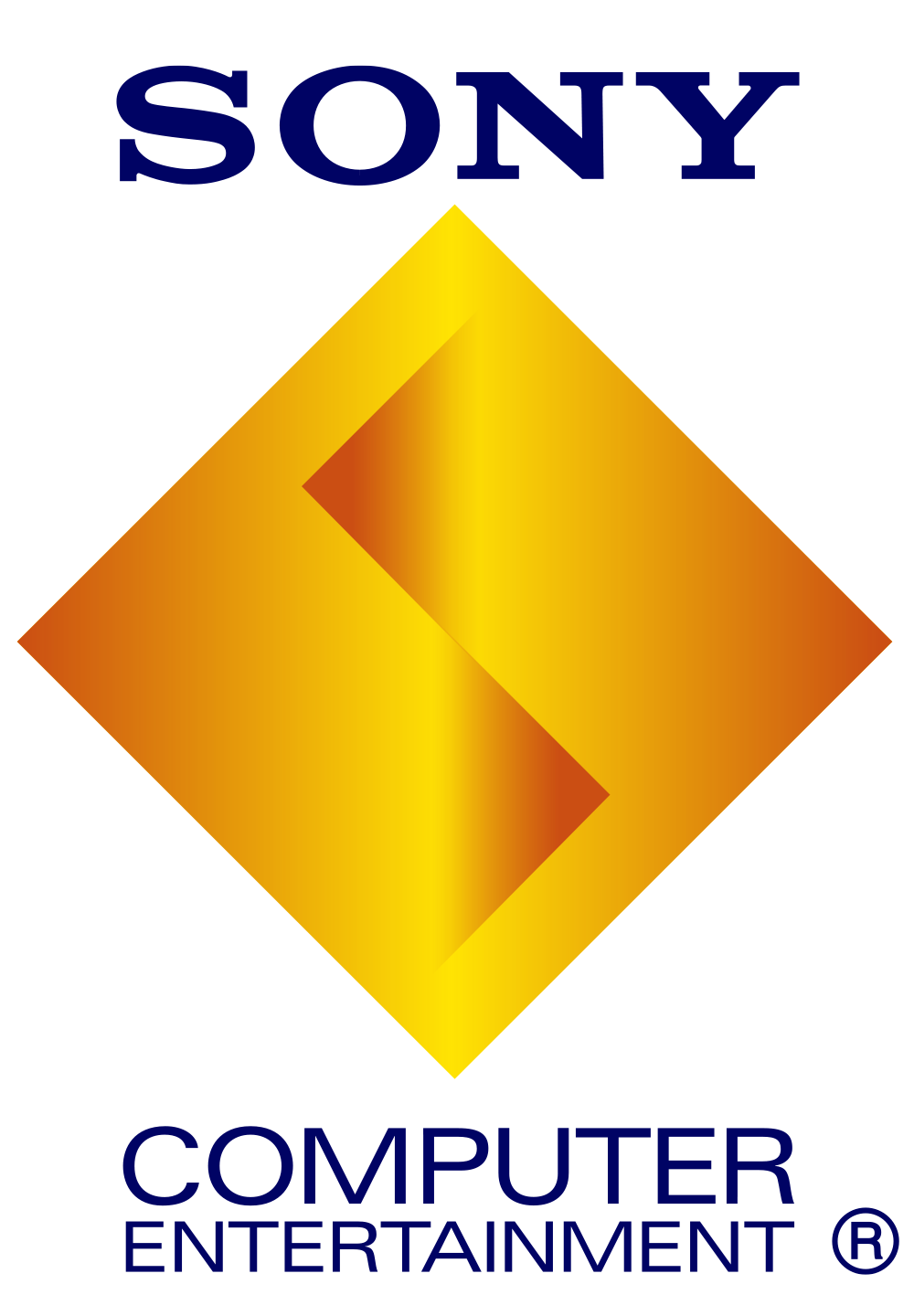
플레이스테이션 시작 화면에 사용된 소니 컴퓨터 엔터테인먼트 로고

소니는 1994년 12월 3일 일본에서 세가 새턴 출시 일주일 후 플레이스테이션을 39,800 엔의 가격으로 출시했다. 일본에서의 판매는 상점에 긴 줄이 늘어서는 "놀라운" 성공을 거두었다. 오가는 나중에 친구와 친척들이 자녀를 위해 콘솔을 간청했을 때 플레이스테이션이 소니에게 얼마나 중요한 존재가 되었는지 깨달았다고 회상했다. 플레이스테이션은 첫날 100,000대를 판매했으며, 6개월 이내에 2백만대를 판매했지만, 새턴은 버추어 파이터의 성공으로 첫 몇 주 동안 플레이스테이션을 능가했다. 1994년 말까지 일본에서 플레이스테이션은 300,000대가 판매되었고, 새턴은 500,000대가 판매되었다. 일본에서 북아메리카와 유럽으로 배송된 플레이스테이션에 대한 그레이마켓이 형성되었고, 구매자들은 최대 700 파운드를 지불했다.
"1995년 9월이 되었고 소니의 플레이스테이션이 격렬하게 튀어나왔을 때, 상황은 그해 초 새턴 출시 때와는 즉시 다르게 느껴졌다. 세가는 플레이스테이션의 299달러 데뷔 가격에 맞추기 위해 새턴 가격을 100달러 내렸지만, 판매량은 근접하지도 않았다. 플레이스테이션은 재고가 들어오는 대로 빠르게 팔려나갔다.
북아메리카 출시 전, 세가와 소니는 1995년 5월 11일 로스앤젤레스에서 열린 첫 E3에서 각자의 콘솔을 선보였다. 기조 발표에서 세가 아메리카 CEO 톰 칼린스키는 새턴 콘솔이 399달러에 일부 소매점에 즉시 출시될 것이라고 밝혔다. 다음은 소니 차례였다. SCEA의 책임자 올라프 올라프손은 개발 책임자인 스티브 레이스를 컨퍼런스 무대로 불렀고, 그는 "$299"라고 말하고 청중의 박수를 받으며 무대를 떠났다. 마이클 잭슨의 깜짝 출연과 와이프아웃 (1995), 릿지 레이서 및 철권 (1994)을 포함한 크게 기대되는 게임 쇼케이스는 소니 컨퍼런스에 대한 관심을 더욱 높였다. 또한 소니는 콘솔에 번들되는 게임이 없을 것이라고 발표했다.
새턴은 플레이스테이션보다 유리한 고지를 점하기 위해 미국에서 일찍 출시되었지만, 갑작스러운 출시는 제때 통보받지 못한 많은 소매업체를 당황하게 하여 판매에 해를 끼쳤다. KB 토이즈와 같은 일부 소매업체는 새턴을 완전히 단종하는 것으로 대응했다. 플레이스테이션은 1995년 9월 9일 북아메리카에서 판매를 시작했다. 이틀 만에 새턴이 5개월 동안 판매한 것보다 더 많은 장치를 판매했으며, 초기 출하량 100,000대 중 거의 모두가 선 판매되었고 전국 상점에서 콘솔과 액세서리가 품절되었다. 호평을 받은 릿지 레이서는 플레이스테이션의 초기 성공에 기여했으며, —일부 비평가들은 이를 세가의 아케이드 게임인 데이토나 USA (1994)보다 우수하다고 평가했다 —배틀 아레나 토신덴 (1995)도 마찬가지였다. 플레이스테이션의 미국 출시 당시 100,000건 이상의 사전 주문이 있었고 17개의 게임이 시장에 출시되어 있었으며, 새턴의 6개 론칭 게임과 비교되었다.
플레이스테이션은 1995년 9월 29일 유럽에, 1995년 11월 15일 오스트레일리아에 출시되었다. 11월까지 영국에서는 이미 새턴을 3대1로 앞질렀는데, 소니는 크리스마스 시즌에 2천만 파운드의 마케팅 예산을 할당한 반면 세가는 4백만 파운드에 불과했다. 소니는 코멧 및 아고스와 같은 주요 하이 스트리트 체인뿐만 아니라 독립 상점 소유자와도 계약하여 영국에서 초기 성공을 거두었다. 첫 해 동안 플레이스테이션은 전체 미국 비디오 게임 시장의 20% 이상을 확보했다. 1995년 9월부터 연말까지 미국 판매량은 800,000대로, 플레이스테이션이 다른 5세대 콘솔에 비해 압도적인 우위를 점했다. 비록 4세대의 SNES와 메가 드라이브는 여전히 더 많이 팔렸지만 말이다. 소니는 판매된 게임과 콘솔의 어태치 레이트가 4대1이라고 보고했다. 증가하는 수요를 충족시키기 위해 소니는 점보 제트기를 전세 내고 유럽과 북아메리카에서 생산량을 늘렸다. 1996년 초까지 플레이스테이션은 전 세계 하드웨어 및 소프트웨어 판매로 20억 달러 (1996년 $3.3 억에 해당)를 벌어들였다. 1996년 말까지 유럽에서 판매량은 220만대에 달했으며, 영국에서 70만대가 판매되었다. 약 400개의 플레이스테이션 게임이 개발 중이었으며, 새턴용은 약 200개, 닌텐도 64용은 60개였다.
인도에서는 플레이스테이션이 1999년부터 2000년까지 소니 쇼룸을 통해 시험 시장에 출시되어 100대를 판매했다. 소니는 마침내 2002년 1월 24일 7,990루피의 가격으로 콘솔 (PS One 모델)을 전국적으로 출시했으며, 출시 시점부터 26개의 게임이 제공되었다.

### 마케팅 성공 및 후기
플레이스테이션은 성공적인 마케팅 캠페인에 힘입어 소니가 유럽과 북아메리카에서 조기에 발판을 마련할 수 있었다. 처음에는 플레이스테이션의 인구 통계는 성인에게 치우쳐 있었지만, 첫 가격 인하 후 대상이 넓어졌다. 새턴이 18세에서 34세 사이를 대상으로 포지셔닝된 반면, 플레이스테이션은 처음에는 10대만을 대상으로 마케팅되었다. 소니와 세가 경영진 모두 어린 플레이어가 일반적으로 나이가 많고 경험이 많은 플레이어를 우러러보기 때문에 10대와 성인을 대상으로 한 광고도 그들을 끌어들일 것이라고 추론했다. 또한 소니는 성인이 10대를 대상으로 한 광고에 가장 잘 반응한다는 것을 발견했다. 리 클로는 성인이 되기 시작한 사람들이 비디오 게임을 할 때 "다시 17세"로 퇴행한다고 추측했다. 콘솔은 "LIVE IN YUR WRLD. PLY IN URS" (Live in Your World. Play in Ours.) 및 "U R NOT E" (빨간색 E)와 같은 슬로건으로 마케팅되었다. 네 가지 기하학적 모양은 컨트롤러의 네 가지 버튼의 기호에서 파생되었다. 클로는 그러한 도발적인 발언을 함으로써 게이머들이 반대로 반응하여 "엿이나 먹어라. 내가 얼마나 준비되어 있는지 보여줄게.""'라고 말할 것이라고 생각했다. 콘솔의 인기가 확대되면서 소니의 마케팅 노력은 초기 성인 플레이어 중심에서 어린이를 포함한 젊은층을 특별히 목표로 하는 방향으로 확장되었다.
유럽에서 플레이스테이션이 출시된 직후, 소니는 마케팅 관리자 지오프 글렌데닝에게 새로운 목표 고객의 요구를 평가하도록 지시했다. 닌텐도와 세가의 TV 캠페인 의존에 회의적이었던 글렌데닝은 4세대 콘솔에서 전환하는 젊은 성인들이 어린이와 10대를 대상으로 한 마케팅에 소외감을 느낄 것이라고 이론화했다. 1990년대 초반의 언더그라운드 클러빙과 레이브 문화가 젊은이들, 특히 영국에 미친 영향을 인지한 글렌데닝은 그 문화가 플레이스테이션의 새로운 정체성을 배양하는 데 도움이 될 만큼 주류가 되었다고 느꼈다. 소니는 미니스트리 오브 사운드와 같은 유명한 나이트클럽 소유주 및 페스티벌 주최자와 제휴하여 특정 게임의 시연을 테스트할 수 있는 전용 플레이스테이션 공간을 조직했다. 셰필드에 기반을 둔 그래픽 디자인 스튜디오 디자이너스 리퍼블릭은 유행에 민감하고 클럽을 즐겨 찾는 고객을 대상으로 한 홍보 자료를 제작하기 위해 소니와 계약했다. 특히 사이그노시스의 와이프아웃은 나이트클럽 문화와 연관이 깊었는데, 여러 장소에서 널리 선보여졌기 때문이다. 1997년까지 영국에는 플레이스테이션 전용 공간을 갖춘 나이트클럽이 52개에 달했다. 글렌데닝은 매년 최소 10만 파운드의 비자금을 즉흥적인 마케팅에 투자했다고 회상했다.
1996년, 소니는 플레이스테이션 게임에 대한 높은 수요로 인해 미국 내 CD 생산 시설을 확장하여 월 생산량을 400만 장에서 650만 장으로 늘렸다. 이는 플레이스테이션 판매량이 새턴 판매량의 두 배에 달했기 때문에 필요했으며, 그해 두 콘솔 모두 가격이 199달러로 떨어지면서 그 격차는 크게 벌어졌다. 플레이스테이션은 1996년 유럽에서도 비슷한 비율로 새턴을 앞질렀으며, 연말까지 해당 지역에서 220만 대가 판매되었다. 닌텐도 64 출시 이후 플레이스테이션 하드웨어 및 소프트웨어 판매량은 오히려 증가했다. 도쿠나카는 닌텐도 64 출시가 닌텐도의 추가 마케팅 노력으로 게임 시장에 대한 대중의 인식을 높여 플레이스테이션 판매에 실제로 도움이 되었다고 추측했다. 그럼에도 불구하고 플레이스테이션이 일본에서 지배력을 확보하는 데는 더 오랜 시간이 걸렸다. 도쿠나카는 플레이스테이션과 새턴이 거의 2년 동안 시장에 출시된 후에도 둘 사이의 경쟁은 여전히 "매우 근접했으며", 어떤 콘솔도 의미 있는 시간 동안 판매량에서 앞서지 못했다고 말했다.
1998년, 세가는 시장 점유율 감소와 상당한 재정적 손실에 고무되어, 업계에 남기 위한 마지막 시도로 드림캐스트를 출시했다. 출시가 성공적이었음에도 불구하고 기술적으로 우수한 128비트 콘솔은 업계에서 소니의 지배력을 잠재울 수 없었다. 소니는 1999년 말 북아메리카 전체 비디오 게임 시장 점유율의 60%를 여전히 차지했다. 일본 판매량이 예상보다 낮아 세가의 새로운 콘솔에 대한 초기 자신감은 약화되었고, 불만을 품은 일본 소비자들이 드림캐스트를 플레이스테이션 소프트웨어로 교환하기 위해 반품했다는 보고가 있었다. 1999년 3월 2일, 소니는 플레이스테이션 2의 세부 정보를 공식적으로 공개했으며, 쿠타라기는 이 콘솔이 역사상 어떤 콘솔보다 더 많은 폴리곤을 처리하도록 설계된 그래픽 프로세서를 특징으로 할 것이며, 대부분의 슈퍼컴퓨터와 효과적으로 경쟁할 것이라고 발표했다. 플레이스테이션은 새천년이 시작될 때도 강하게 팔렸는데, 2000년 6월 소니는 더 작고 재설계된 버전인 PSOne을 출시했으며, 이는 그해 플레이스테이션 2를 포함한 다른 모든 콘솔을 능가했다. 2005년 플레이스테이션은 1억 대가 판매된 최초의 콘솔이 되었으며, 플레이스테이션 2는 전작보다 더 빨리 이 기록을 달성했다. 두 플레이스테이션 콘솔의 성공과 드림캐스트의 실패는 세가가 2001년 드림캐스트를 단종하고 콘솔 사업에서 완전히 철수하게 되는 주요 요인 중 하나였다. 플레이스테이션은 결국 2006년 3월 23일—출시 후 11년이 넘어서, 그리고 플레이스테이션 3 출시 1년도 채 안 되어—단종되었다.

## 하드웨어

### 기술 사양
| GPU                      | PlayStation sound processor           | R3000 CPU          |
| GPU (SCPH-9000 버전)     | 플레이스테이션 커스텀 사운드 프로세서 | R3000 CPU          |
| digital signal processor | SCPH-100 motherboard                  | PS One motherboard |
| 디지털 신호 처리 장치    | 초기 SCPH-1000 메인보드               | PS One 메인보드    |

주요 마이크로프로세서는 LSI 코퍼레이션이 제작한 R3000 CPU로, 클럭 속도는 33.8688 MHz이고 30 MIPS이다. 이 32비트 CPU는 복잡한 3D 그래픽을 렌더링하는 데 필요한 속도를 제공하기 위해 동일한 다이에 있는 "cop2" 3D 및 행렬 수학 코프로세서에 크게 의존한다. 별도의 GPU 칩의 역할은 2D 폴리곤을 그리고 음영과 질감을 적용하는 것이다: 그래픽 파이프라인의 래스터화 단계. 소니의 맞춤형 16-비트 사운드 칩은 최대 24개의 사운드 채널을 가진 ADPCM 소스를 지원하며 최대 44.1 kHz의 샘플링 속도와 MIDI 시퀀싱을 제공한다. 2 MB의 주 RAM과 추가 1MB의 비디오 RAM이 있다. 플레이스테이션은 1670만 트루컬러의 최대 색상 깊이를 가지며 32단계의 투명도와 무제한 색상 검색 테이블을 제공한다. 플레이스테이션은 RGB, S 비디오 또는 컴포지트 비디오 신호를 AV 멀티 커넥터 (구형 모델에는 컴포지트용 RCA 단자도 있음)를 통해 출력하며, 256×224에서 640×480 화소까지의 해상도를 표시한다. 게임마다 다른 해상도를 사용할 수 있다. 초기 모델에는 액세서리 또는 여러 콘솔을 연결하는 데 사용할 수 있는 독점적인 병렬 포트 및 직렬 포트도 있었는데, 이는 나중에 사용량이 부족하여 제거되었다.
플레이스테이션은 독점적인 비디오 압축 장치인 MDEC을 사용하며, 이는 CPU에 통합되어 있어 다른 세대 콘솔보다 더 높은 품질의 풀 모션 비디오를 제공할 수 있다. 당시로서는 특이하게도 플레이스테이션에는 전용 2D 그래픽 프로세서가 없다. 2D 요소는 대신 지오메트리 전송 엔진 (GTE)에 의해 폴리곤으로 계산되어 GPU에 의해 화면에 처리되고 표시될 수 있다. 실행 중일 때 GPU는 초당 총 4,000개의 스프라이트와 180,000개의 폴리곤을 생성할 수 있으며, 이 외에도 초당 360,000개의 플랫 셰이딩된 폴리곤을 생성할 수 있다.

### 모델

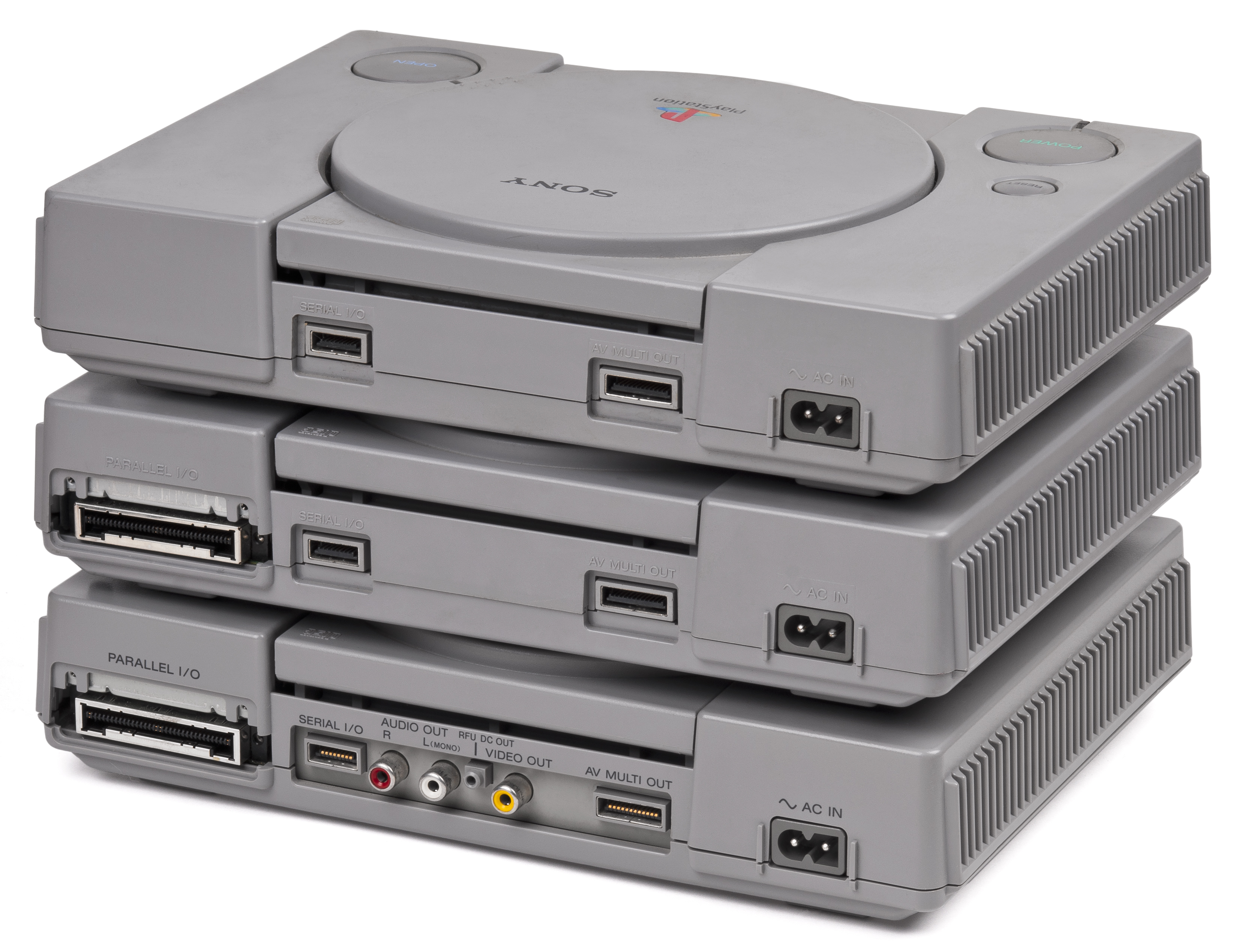
세 가지 다른 소니 플레이스테이션 모델 후면. 포트 감소의 진화를 보여준다. 아래에서 위로 SCPH-1001, SCPH-5001, SCPH-9001.

플레이스테이션은 생산 기간 동안 여러 가지 변형을 거쳤다. 외형적으로 가장 눈에 띄는 변화는 장치 후면의 외부 커넥터 수가 점진적으로 감소한 것이다. 이는 원래 일본 출시 기기부터 시작되었다. 1994년 12월 3일에 출시된 SCPH-1000은 S 비디오 포트가 있는 유일한 모델이었으며, 다음 모델부터는 제거되었다. 이후 모델에서는 병렬 포트 수가 줄어들었고, 최종 버전에서는 직렬 포트 하나만 남았다.
소니는 아마추어 개발자를 위한 개발 키트인 넷 야로제 (일본어로 "함께 하자"는 뜻)를 출시했다. 이는 1996년 6월 일본에서 출시되었고, 대중의 관심에 따라 다음 해에 다른 국가에서도 출시되었다. 넷 야로제는 취미 개발자들이 자신만의 게임을 만들고 소니가 운영하는 온라인 포럼을 통해 업로드할 수 있도록 했다. 이 콘솔은 주문 서비스를 통해서만 구매할 수 있었고, C 프로그래밍 컴파일러를 통해 플레이스테이션 게임 및 애플리케이션을 프로그래밍하는 데 필요한 문서 및 소프트웨어도 함께 제공되었다.

#### PS One

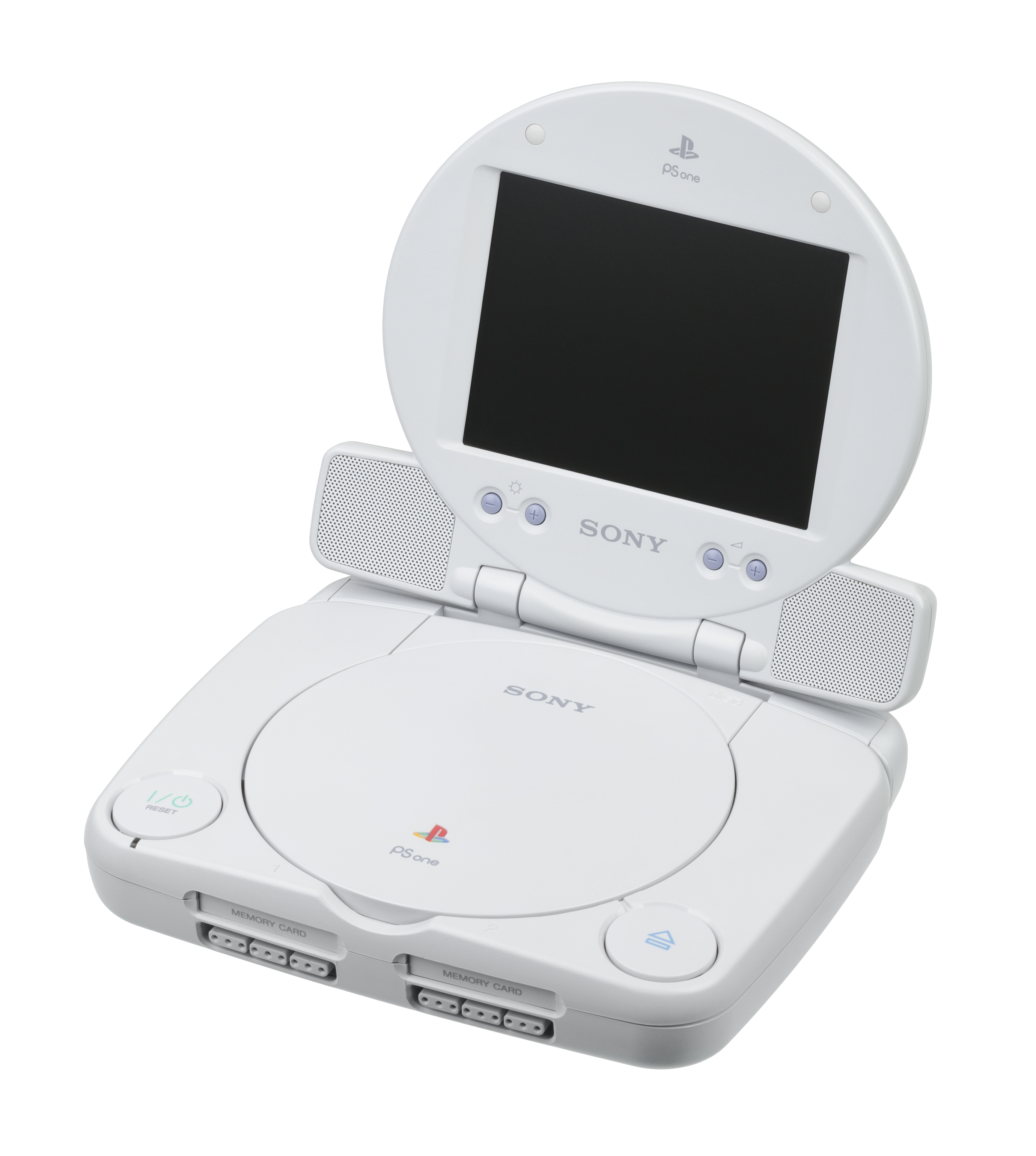
5인치 LCD 스크린 부착물이 있는 PS One "콤보 팩"

2000년 7월 7일, 소니는 PS One (표기법: "PS one" 또는 "PSone")을 출시했다. 이는 오리지널 플레이스테이션의 더 작고 재설계된 버전이다. 그해 연말까지 가장 많이 팔린 콘솔이었으며, 플레이스테이션 2를 포함한 다른 모든 콘솔을 능가했다. 2002년, 소니는 PS One용 5-인치 (130 mm) LCD 화면 부착물을 출시했으며, "콤보 팩"으로 불렸다. 또한 차량용 시거잭 어댑터도 포함되어 휴대성을 더했다. LCD "콤보 팩"의 생산은 2004년에 중단되었는데, 이는 일본 외 시장에서 플레이스테이션의 인기가 줄어들기 시작했기 때문이다. 2006년 3월 단종될 때까지 총 2,815만 대의 PS One 장치가 판매되었다.

### 컨트롤러
플레이스테이션의 컨트롤러는 콘솔 수명 동안 세 가지 버전으로 출시되었다. 첫 번째 컨트롤러인 플레이스테이션 컨트롤러는 1994년 12월 플레이스테이션과 함께 출시되었다. 이 컨트롤러는 네 개의 개별 방향 버튼 (십자 패드와 반대됨), 양쪽에 한 쌍의 숄더 버튼, 중앙에 시작 및 선택 버튼, 그리고 녹색 삼각형, 빨간색 원, 파란색 엑스, 분홍색 사각형으로 구성된 네 개의 얼굴 버튼을 특징으로 한다 (, , , ). 전통적으로 사용되는 문자나 숫자 대신 버튼에 단순한 기하학적 모양을 사용하여 플레이스테이션 컨트롤러는 플레이스테이션 브랜드에 크게 통합될 상표를 확립했다. 오리지널 플레이스테이션 컨트롤러의 디자이너인 고토 테이유는 원과 엑스가 각각 "예"와 "아니요"를 나타낸다고 말했다 (서양 버전에서는 이 배열이 반대된다). 삼각형은 관점을 상징하고 사각형은 메뉴에 액세스하는 데 사용되는 종이를 나타낸다. 오리지널 플레이스테이션 컨트롤러의 유럽 및 북아메리카 모델은 일본 모델보다 약 10% 더 크다. 이는 해당 지역의 평균적인 사람이 일본인보다 손이 더 크다는 사실을 고려한 것이다.
소니의 첫 번째 아날로그 게임패드인 플레이스테이션 아날로그 조이스틱 (종종 잘못해서 "소니 플라이트스틱"이라고 불림)은 1996년 4월 일본에서 처음 출시되었다. 두 개의 평행 조이스틱을 특징으로 하며, 이전에 벡스펙스와 같은 콘솔에서 사용되었던 전위차계 기술을 사용한다. 기존의 8방향 바이너리 스위치에 의존하는 대신, 컨트롤러는 전체 동작 범위에서 미세한 각도 변화를 감지한다. 이 스틱은 또한 오른쪽 조이스틱에 엄지손가락으로 조작하는 디지털 햇 스위치를 가지고 있으며, 이는 전통적인 십자 패드에 해당하며 간단한 디지털 움직임이 필요할 때 사용된다. 아날로그 조이스틱은 높은 가격과 다루기 힘든 크기 때문에 일본에서 판매가 저조했다.
3D 게임의 인기가 높아지자 소니는 3D 가상 환경에서 사용자가 움직임을 더 자유롭게 할 수 있도록 컨트롤러 디자인에 아날로그 스틱을 추가했다. 최초의 공식 아날로그 컨트롤러인 듀얼 아날로그 컨트롤러는 1996년 일본 플레이스테이션 엑스포의 작은 유리 부스에서 대중에게 공개되었으며, 아날로그 지원 게임인 토발 2 및 부시도 블레이드의 일본 출시와 동시에 1997년 4월에 출시되었다. 두 개의 아날로그 스틱 (아날로그 스틱을 클릭하는 새로운 버튼 두 개도 추가됨) 외에도 듀얼 아날로그 컨트롤러에는 "시작" 및 "선택" 버튼 아래에 "아날로그" 버튼과 LED가 있어 아날로그 기능을 켜고 끌 수 있다. 이 컨트롤러는 럼블 지원도 특징으로 하지만, 소니는 미국 출시 전 모든 해외 버전에서 햅틱 피드백을 제거하기로 결정했다. 소니 대변인은 이 기능이 "제조상의 이유"로 제거되었다고 밝혔지만, 닌텐도가 닌텐도 64 컨트롤러의 럼블 팩과의 유사성 때문에 일본 외 지역에서 컨트롤러 출시를 법적으로 막으려 했다는 소문이 돌았다. 그러나 닌텐도 대변인은 닌텐도가 법적 조치를 취하지 않았다고 부인했다. 넥스트 제너레이션의 크리스 찰라는 소니가 컨트롤러 가격을 낮추기 위해 진동 피드백을 포기했다고 추측했다.
1997년 11월, 소니는 듀얼쇼크 컨트롤러를 선보였다. 이 이름은 두 개의 (듀얼) 진동 모터 (쇼크)를 사용한다는 데서 유래했다. 전작과 달리 아날로그 스틱은 질감 있는 고무 그립, 더 긴 손잡이, 약간 다른 숄더 버튼을 특징으로 하며 모든 버전에서 럼블 피드백이 표준으로 포함되어 있다. 듀얼쇼크는 나중에 기본 컨트롤러로 전작을 대체했다.

### 주변기기
| PlayStation Memory Card    | PocketStation              | Multiplayer Adaptor   |
| 플레이스테이션 메모리 카드 | 포켓스테이션               | 플레이스테이션 멀티탭 |
| PlayStation Mouse          | Link Cables                | GunCon                |
| 플레이스테이션 마우스      | 플레이스테이션 링크 케이블 | 건콘                  |

소니는 플레이스테이션에 추가 기능을 더하기 위해 여러 주변기기를 출시했다. 이러한 주변기기에는 메모리 카드, 플레이스테이션 마우스, 플레이스테이션 링크 케이블, 멀티플레이어 어댑터 (4인 멀티탭), 메모리 드라이브 (3.5인치 플로피 디스크용 디스크 드라이브), 건콘 (라이트 건), 그리고 글래스트론 (단안식 헤드 마운티드 디스플레이) 등이 있다.
일본에서만 출시된 포켓스테이션은 소형 개인 정보 단말기 역할을 하는 메모리 카드 주변기기이다. 이 장치는 흑백 액정 디스플레이 (LCD), 적외선 통신 기능, 실시간 시계, 내장 플래시 메모리, 그리고 사운드 기능을 갖추고 있다. 드림캐스트의 VMU 주변기기와 유사하게, 포켓스테이션은 일반적으로 특정 플레이스테이션 게임과 함께 배포되어 추가 기능으로 게임을 향상시켰다. 포켓스테이션은 일본에서 인기를 끌었으며 500만 대 이상 판매되었다. 소니는 이 주변기기를 일본 외 지역에 출시할 계획이었지만, 유럽과 북아메리카에서 홍보를 받았음에도 불구하고 출시는 취소되었다.

### 기능
대부분의 플레이스테이션 모델은 게임 재생 외에도 오디오 CD를 재생할 수 있으며, 아시아 모델 SCPH-5903은 비디오 CD도 재생할 수 있다. 대부분의 CD 플레이어와 마찬가지로 플레이스테이션은 프로그램을 통해 노래를 재생하고, 디스크의 재생 순서를 섞고, 한 노래 또는 전체 디스크를 반복할 수 있다. 이후 플레이스테이션 모델은 사운드스코프라는 음악 시각화 기능을 사용한다. 이 기능과 메모리 카드 관리자는 게임을 삽입하지 않거나 CD 트레이를 닫지 않고 콘솔을 시작하여 플레이스테이션 BIOS의 그래픽 사용자 인터페이스 (GUI)에 액세스함으로써 이용할 수 있다. PS One 및 플레이스테이션의 GUI는 펌웨어 버전에 따라 다르다. 원래 플레이스테이션 GUI는 무지개 그래피티를 버튼으로 사용한 어두운 파란색 배경을 가졌고, 초기 PAL 플레이스테이션 및 PS One GUI는 두 개의 아이콘이 중앙에 있는 회색 블록 배경을 가졌다.
플레이스테이션 에뮬레이션은 다목적이며 다양한 최신 장치에서 실행될 수 있다. Bleem!은 1999년 IBM 호환 PC 및 드림캐스트용으로 출시된 상업용 에뮬레이터였다. 플레이스테이션 수명 기간 동안 적극적으로 마케팅되었으며, 소니가 제기한 여러 논란의 소송의 중심이 되었다는 점에서 주목할 만하다. Bleem!은 어셈블리어로 프로그래밍되어 오리지널 하드웨어에서는 불가능했던 개선된 시각적 충실도, 향상된 해상도, 필터링된 텍스처로 플레이스테이션 게임을 에뮬레이트할 수 있었다. 소니는 Bleem! 출시 이틀 후 저작권 침해를 주장하고 회사가 세가 콘솔에서 플레이스테이션 BIOS 사용을 허용함으로써 부정경쟁 및 특허 침해에 가담했다고 비난하며 소송을 제기했다. Bleem!은 이후 2001년 11월에 폐쇄될 수밖에 없었다.

### 복사 방지 시스템
소니는 CD를 게임 배포에 사용하는 것이 불법 복제에 취약할 수 있다는 것을 알고 있었다. CD-R과 굽기 기능이 있는 광학 디스크 드라이브의 인기가 높아지고 있었기 때문이다. 불법 복제를 방지하기 위해 플레이스테이션 디스크 제조를 위한 독점적인 공정이 개발되었는데, 이는 타이거 H/E 어셈블리의 증강된 광학 드라이브와 함께 수정되지 않은 콘솔에서 구운 게임 복사본이 부팅되는 것을 방지했다. 특히, 모든 정품 플레이스테이션 디스크는 의도적으로 불규칙한 데이터의 작은 섹션으로 인쇄되었는데, 플레이스테이션의 광학 픽업은 이를 감지하고 디코딩할 수 있었다. 콘솔은 디스크 프리갭 섹션의 데이터에 포함된 특정 흔들림 주파수 없이 게임 디스크를 부팅하지 않았다 (동일한 시스템이 디스크의 지역 잠금을 인코딩하는 데도 사용되었다). 이 신호는 레드 북 CD 허용 오차 내에 있었으므로 플레이스테이션 디스크의 실제 내용은 기존 디스크 드라이브로도 읽을 수 있었다. 그러나 광학 디스크 드라이브의 레이저 픽업 시스템은 이 흔들림을 디스크 표면의 진동으로 해석하고 읽기 과정에서 보정했기 때문에 흔들림 주파수를 감지할 수 없었다 (따라서 흔들림 없이 디스크를 복제함).
디스크 인증은 부팅 중에만 확인되었기 때문에, 이 복사 방지 시스템은 정품 디스크를 복사된 디스크로 교체함으로써 우회될 수 있었고, 모드 칩은 콘솔을 속여 복제된 디스크에도 흔들림이 있다고 생각하게 함으로써 보호 시스템을 완전히 제거할 수 있었다. 소니는 광고에서 디스크의 독특한 검은색 밑면이 복사 방지에 역할을 한다고 허위로 주장했다. 실제로는 사용된 검은색 플라스틱은 모든 적외선 레이저에 투명했으며, 복제업자나 컴퓨터 CD 드라이브에 장애물이 되지 않았다. 다만, 고객이 비공식 복사본과 정품 복사본을 구별하는 데 도움이 되었을 수도 있다.

### 하드웨어 문제
초기 플레이스테이션, 특히 초기 1000 모델은 풀 모션 비디오가 끊기거나 장치에서 물리적인 "딸깍" 소리가 나는 문제가 발생했다. 이 문제는 통풍구가 제대로 배치되지 않아 일부 환경에서 과열이 발생하고, 콘솔 내부의 플라스틱 몰딩이 약간 뒤틀려 레이저 어셈블리에 연쇄적인 영향을 미 미치는 데서 비롯된다. 해결책은 콘솔을 열을 효율적으로 방출하고 통풍이 잘 되는 곳에 놓거나, 받침대에서 약간 들어 올리는 것이다. 소니 관계자들은 플레이스테이션을 사용하지 않을 때는 플러그를 뽑을 것을 권장했는데, 이는 시스템이 전원이 꺼져 있어도 소량의 전력 (따라서 열)을 소비하기 때문이다.
초기 플레이스테이션에는 KSM-440AAM 레이저 유닛이 사용되었는데, 케이스와 움직이는 부품이 모두 플라스틱으로 만들어졌다. 시간이 지남에 따라 플라스틱 렌즈 슬레드 레일은 마찰로 인해 마모되는데, 보통 불균일하게 마모된다. 레이저 유닛이 전원 공급 장치와 가까이 배치되어 추가적인 열로 인해 마모가 가속화되고, 이는 플라스틱을 마찰에 더 취약하게 만든다. 결국 렌즈 슬레드의 한쪽 면이 너무 마모되어 레이저가 기울어져 더 이상 CD를 직접 가리키지 않게 된다. 이 후에는 데이터 읽기 오류로 인해 게임이 로드되지 않는다. 소니는 후기 플레이스테이션 모델에서 슬레드를 다이캐스트 금속으로 만들고 레이저 유닛을 전원 공급 장치에서 더 멀리 배치하여 이 문제를 해결했다.
설계상의 오류로 인해 플레이스테이션은 여러 구형 텔레비전 모델에서 적절한 신호를 생성하지 못하여 디스플레이가 깜빡이거나 화면 주변을 돌아다니는 현상이 발생했다. 소니는 플레이스테이션 소유자 중 극히 일부만이 그러한 텔레비전을 사용했기 때문에 콘솔 디자인을 변경하지 않기로 결정하고, 대신 소비자들에게 플레이스테이션 장치를 소니 서비스 센터로 보내 공식 모드 칩을 설치하여 구형 텔레비전에서도 플레이할 수 있도록 하는 옵션을 제공했다.

## 게임 라이브러리
플레이스테이션은 모든 유형의 플레이어에게 어필하는 다양한 게임 라이브러리를 특징으로 했다. 비평가들의 찬사를 받은 플레이스테이션 게임으로는 파이널 판타지 VII (1997), 크래쉬 밴디쿳 (1996), 스파이로 더 드래곤 (1998), 메탈 기어 솔리드 (1998)가 있으며, 이들 모두는 확고한 프랜차이즈가 되었다. 파이널 판타지 VII는 롤플레잉 게임이 일본 외 지역에서 대중적 인기를 얻는 데 기여한 것으로 평가받으며, 역대 최고의 비디오 게임 중 하나로 꼽힌다. 플레이스테이션의 베스트셀러 게임은 1085만 장이 판매된 그란 투리스모 (1997)이다. 2006년 플레이스테이션 단종 후 누적 소프트웨어 출하량은 9억 6,200만 장이었다.
1994년 일본 출시 이후 초기 게임에는 릿지 레이서, 크라임 크래커스, 킹스 필드, 모터 툰 그랑프리, 토신덴 (즉, 배틀 아레나 토신덴), 킬렉: 더 블러드가 포함되었다. 이후 북아메리카 출시 시점에 제공된 첫 두 게임은 점핑 플래시! (1995)와 릿지 레이서였다. 점핑 플래시!는 콘솔 게임의 3D 그래픽스의 조상으로 평가받았다. 와이프아웃, 에어 컴뱃, 트위스티드 메탈, 워호크 및 디스트럭션 더비는 인기 있는 첫 해 게임 중 하나였으며, 소니의 그레이티스트 히츠 또는 플래티넘 레인지의 일부로 재출시된 첫 번째 게임이었다.
플레이스테이션의 첫 크리스마스 시즌 당시, 사이그노시스는 출시 타이틀의 약 70%를 생산했다. 그들의 획기적인 레이싱 게임인 와이프아웃은 테크노 사운드트랙으로 호평을 받았으며, 영국의 언더그라운드 음악 커뮤니티의 인식을 높이는 데 기여했다. 에이도스 인터랙티브의 액션 어드벤처 게임 툼레이더는 1996년 콘솔의 성공에 크게 기여했으며, 주인공 라라 크로프트는 초기 게임 아이콘이 되었고 전례 없는 미디어 홍보를 얻었다. 인기 영화의 라이선스 타이인 비디오 게임도 많았다. 아르고너트 게임스의 2001년 해리 포터와 마법사의 돌 각색은 콘솔 수명 후반에 800만 장 이상 판매되었다. 서드 파티 개발사들은 플레이스테이션 2 출시 이후에도 콘솔의 광범위한 게임 카탈로그에 크게 기여했다. 이 시대의 주목할 만한 독점작 중 일부는 해리 포터와 마법사의 돌, 피어 이펙트 2: 레트로 헬릭스, 사이폰 필터 3, C-12: 파이널 레지스턴스, 댄스 댄스 레볼루션 코나믹스 및 디지몬 월드 3가 포함된다.
처음에는 미국에서 플레이스테이션 게임은 일본 외 3DO 및 새턴 게임과 유사하게 긴 판지 상자에 포장되었다. 소니는 나중에 오디오 CD 및 일본 비디오 게임에 일반적으로 사용되는 주얼 케이스 형식으로 전환했는데, 이 형식은 소매점 진열 공간을 덜 차지했으며 (플레이스테이션 게임이 많이 출시되면서 공간이 귀중해짐), 포커스 테스트 결과 대부분의 소비자가 이 형식을 선호한다는 것이 밝혀졌기 때문이다.

## 평가
플레이스테이션은 출시와 동시에 대체로 좋은 평가를 받았다. 서양의 비평가들은 새 콘솔을 대체로 환영했다. 넥스트 제너레이션 (잡지)의 직원들은 북아메리카 출시 몇 주 후 플레이스테이션을 검토하면서 CPU는 "상당히 평범하다"고 언급했지만, GPU 및 사운드 프로세서와 같은 보조 맞춤형 하드웨어는 놀랍도록 강력하다고 평했다. 그들은 플레이스테이션의 3D 초점에 찬사를 보냈고, 컨트롤러의 편안함과 메모리 카드의 편리함을 칭찬했다. 시스템에 별 5개 중 4.5개를 주면서, 그들은 "이 극도로 치열한 시장에서 성공하려면 훌륭한 하드웨어, 훌륭한 게임, 그리고 훌륭한 마케팅의 조합이 필요하다. 기술, 운, 또는 단순히 깊은 주머니 덕분에 소니는 이 전쟁의 첫 발포에서 세 가지 모두에서 점수를 얻었다."고 결론지었다. 엔터테인먼트 위클리의 앨버트 김은 플레이스테이션을 세가와 닌텐도에 필적하는 기술적 경이로움이라고 칭찬했다. 패미통은 1995년 5월에 콘솔에 40점 만점에 19점을 주었으며, 새턴의 24점보다 낮았다.
1997년 연말 결산 리뷰에서 일렉트로닉 게이밍 먼슬리 편집자 5명으로 구성된 팀은 플레이스테이션에 9.5, 8.5, 9.0, 9.0, 9.5점을 주었다. 이는 5명의 편집자 모두가 해당 호에서 검토한 5개 콘솔 중 가장 높은 점수였다. 그들은 게임 라이브러리의 폭과 품질을 칭찬하며, 개발자들이 시스템의 기능을 숙달하고 소니가 2D 및 롤플레잉 게임에 대한 입장을 재검토하면서 지난 몇 년간 크게 향상되었다고 말했다. 그들은 또한 닌텐도 64에 비해 게임 가격이 저렴하다는 점을 칭찬했으며, 주로 서드 파티 개발사들이 경쟁사보다 플레이스테이션을 거의 만장일치로 선호하기 때문에 다음 해에도 꾸준한 게임 공급을 기대할 수 있는 유일한 콘솔이라고 언급했다.

## 영향
소니 컴퓨터 엔터테인먼트는 1994년 후반에 비디오 게임 산업에서 신생 기업이었는데, 1990년대 초반의 비디오 게임 시장은 닌텐도와 세가가 지배하고 있었다. 닌텐도는 1985년 패미컴 출시 이후 이 분야에서 분명한 선두 주자였으며, 닌텐도 64는 처음에는 이 위치를 유지할 것으로 예상되었다. 플레이스테이션의 목표 고객은 주류 비디오 게임과 함께 성장한 첫 세대와 닌텐도의 주요 대상이 아니었던 18~29세였다. 1990년대 후반에 들어서 플레이스테이션 덕분에 소니는 매우 존경받는 콘솔 브랜드가 되었고, 2위인 닌텐도를 크게 앞섰으며, 세가는 멀리 떨어진 3위로 전락했다.
플레이스테이션은 전 세계적으로 1억 대 이상 판매된 최초의 "컴퓨터 엔터테인먼트 플랫폼"이 되었으며, 많은 비평가들은 콘솔의 성공을 서드 파티 개발사 덕분으로 돌린다. 2025 현재까지 역대 6번째로 많이 팔린 콘솔이며, 총 1억 249만 대가 판매되었다. 11년의 수명 동안 이 콘솔을 위해 약 7,900개의 개별 게임이 출시되었으며, 이는 콘솔을 위해 제작된 게임 중 두 번째로 많은 수이다. 이 성공은 소니에게 상당한 재정적 이득을 가져다주었으며, 비디오 게임 부문의 이익은 23%를 차지했다.
소니의 차세대 플레이스테이션 2는 플레이스테이션의 듀얼쇼크 컨트롤러 및 게임과 하위 호환되며, 1999년에 발표되어 2000년에 출시되었다. 플레이스테이션의 설치 기반 및 개발자 지원에서의 선두는 후속작의 성공을 위한 발판을 마련했으며, 이는 세가의 드림캐스트의 초기 출시를 극복하고 마이크로소프트의 신예 엑스박스 및 닌텐도의 닌텐도 게임큐브와의 경쟁을 물리쳤다. 플레이스테이션 2의 엄청난 성공과 드림캐스트의 실패는 세가가 콘솔 시장에서 철수하게 된 주요 요인 중 하나였다. 현재까지 5개의 플레이스테이션 가정용 콘솔이 출시되었으며, 동일한 번호 체계를 유지하고 있으며, 두 개의 휴대용 시스템도 출시되었다. 플레이스테이션 3 또한 오리지널 플레이스테이션 디스크와 하위 호환성을 유지했다. 수백 개의 플레이스테이션 게임이 디지털로 재출시되었으며, 플레이스테이션 포터블, 플레이스테이션 3, 플레이스테이션 비타, 플레이스테이션 4, 그리고 플레이스테이션 5에서 플레이할 수 있다.
플레이스테이션은 종종 최고의 비디오 게임 콘솔 중 하나로 평가받았다. 2018년, 레트로 게이머는 플레이스테이션을 세 번째로 좋은 콘솔로 선정하며, 세련된 3D 기능이 대중적 성공을 거두는 데 핵심적인 요소 중 하나라고 평가하고, "모든 면에서 혁신적인 게임"이라고 칭찬했다. 2009년, IGN은 플레이스테이션을 그들의 목록에서 7번째로 좋은 콘솔로 평가하며, 게임 산업을 추진하는 데 있어 나이 든 관객에게 어필하는 것이 중요한 요소이며, CD-ROM 형식으로 게임 산업을 전환하는 데 도움이 되었다고 언급했다. 가디언의 키스 스튜어트도 2020년에 이를 7번째로 좋은 콘솔로 선정하며, 그 성공이 너무나도 깊어서 "1990년대를 지배했다"고 선언했다.

### CD 형식
플레이스테이션의 성공은 카트리지 기반 가정용 콘솔의 몰락에 기여했다. 광학 디스크 형식을 사용한 최초의 시스템은 아니었지만, 최초로 크게 성공한 시스템이었고, 독점 카트리지에 의존하는 닌텐도 64와 정면으로 맞붙었다. 업계는 닌텐도 64도 플레이스테이션처럼 CD를 사용할 것으로 예상했었다. 세가 새턴의 몰락 이후 닌텐도는 서양 시장에서 소니의 주요 경쟁자로 남게 되었다. 닌텐도는 닌텐도 64에 CD를 사용하지 않기로 결정했는데, 이는 수익의 상당 부분을 라이선싱과 독점 게임에 의존하고 있었기 때문에 복사 방지에 도움이 되는 독점 카트리지 형식의 능력에 관심이 있었기 때문일 것이다.
CD-ROM은 용량이 더 클 뿐만 아니라 롬 카트리지보다 훨씬 빠른 속도로 대량 생산될 수 있었는데, 롬 카트리지는 2~3개월이 걸리는 반면 CD-ROM은 일주일이면 가능했다. 또한, 단위당 생산 비용이 훨씬 저렴하여 소니는 롬 카트리지에 비해 게임을 사용자에게 약 40% 저렴한 비용으로 제공하면서도 동일한 순수익을 올릴 수 있었다. 일본에서 소니는 위험 제한 조치로 플레이스테이션용으로 다양한 게임을 소량 생산했는데, 이는 소니 뮤직이 CD 오디오 디스크에 사용했던 방식이다. CD-ROM의 생산 유연성은 소니가 인기 게임을 대량 생산하여 시장에 빠르게 출시할 수 있음을 의미했으며, 이는 제조 리드 타임으로 인해 카트리지로는 불가능했던 일이다. CD-ROM의 낮은 생산 비용은 또한 퍼블리셔에게 추가적인 수익원을 제공했다. 개발 비용을 이미 회수한 게임을 예산 가격으로 재출시하는 것이다.

도쿠나카는 1996년에 다음과 같이 말했다. 
CD-ROM을 선택한 것은 우리가 내린 가장 중요한 결정 중 하나이다. 분명히 이해하시겠지만, 플레이스테이션은 마스크 롬 [카트리지]으로도 쉽게 작동할 수 있었다. 3D 엔진과 모든 것, 즉 전체 플레이스테이션 형식은 미디어와 무관하다. 그러나 다양한 이유로 (소비자를 위한 경제성, 제조 용이성, 거래를 위한 재고 관리, 그리고 소프트웨어 퍼블리셔 등) 우리는 CD-ROM이 플레이스테이션에 가장 적합한 미디어가 될 것이라고 결론 내렸다.

게임 개발의 복잡성 증가로 카트리지는 저장 한계에 도달했고 일부 서드 파티 개발사의 개발 의욕을 점차 떨어뜨렸다. CD 형식의 장점 중 하나는 제작 비용이 훨씬 저렴하고 수요를 충족시키기 위한 생산 유연성이 뛰어나다는 점이었다. 그 결과, 스퀘어와 에닉스를 포함한 일부 서드 파티 개발사들이 플레이스테이션으로 전환했으며, 이들의 파이널 판타지 VII와 드래곤 퀘스트 VII: 에덴의 전사들은 각각 닌텐도 64용으로 계획되었었다 (두 회사는 나중에 합병하여 스퀘어 에닉스를 형성했다). 다른 개발사들은 닌텐도 64용 게임을 더 적게 출시했다 (코나미는 N64 게임 13개만 출시했지만 플레이스테이션에는 50개 이상을 출시했다). 닌텐도 64 게임 출시는 플레이스테이션보다 덜 빈번했으며, 많은 게임이 닌텐도 자체 또는 레어와 같은 세컨드 파티에 의해 개발되었다.

### 플레이스테이션 클래식

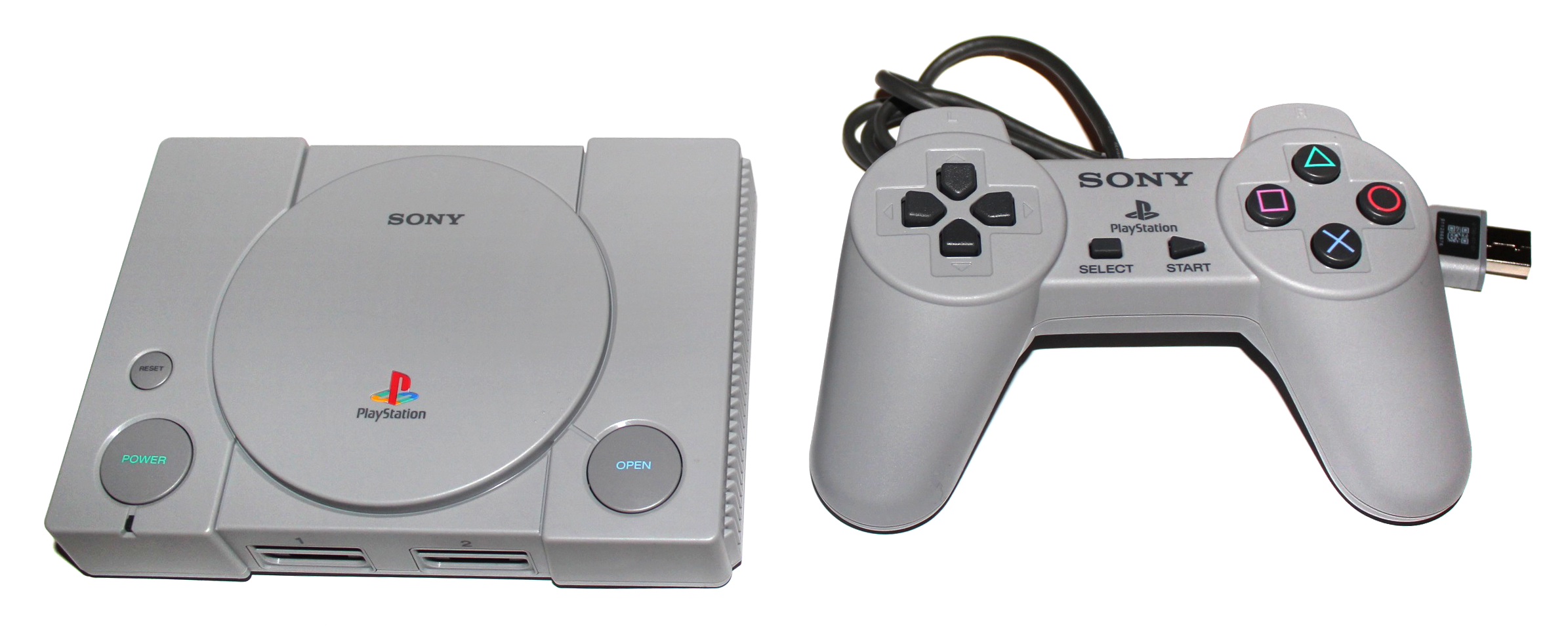
플레이스테이션 클래식 콘솔 및 컨트롤러

플레이스테이션 클래식은 소니 인터랙티브 엔터테인먼트가 제작한 전용 콘솔로, 플레이스테이션 게임을 에뮬레이션한다. 2018년 9월 도쿄 게임 쇼에서 발표되었으며, 오리지널 콘솔 출시 24주년 기념일인 2018년 12월 3일에 출시되었다.
전용 콘솔인 플레이스테이션 클래식은 20개의 사전 설치된 게임을 특징으로 하며, 게임은 오픈 소스 에뮬레이터 PCSX를 통해 실행된다. 이 콘솔은 두 개의 복제 유선 플레이스테이션 컨트롤러 (아날로그 스틱 없음), HDMI 케이블, USB-Type A 케이블과 함께 제공된다. 내부적으로 이 콘솔은 미디어텍 MT8167a 쿼드 A35 시스템 온 칩을 사용하며, 4개의 중앙 처리 코어가 @ 1.5 GHz로 클럭되고 Power VR GE8300 그래픽 처리 장치가 탑재되어 있다. 16 GB의 eMMC 플래시 스토리지와 1 기가바이트의 DDR3 SDRAM이 포함되어 있다. 플레이스테이션 클래식은 오리지널 콘솔보다 45% 더 작다.
플레이스테이션 클래식은 비평가들로부터 부정적인 평가를 받았으며, 닌텐도의 경쟁 제품인 닌텐도 엔터테인먼트 시스템 클래식 에디션 및 슈퍼 닌텐도 엔터테인먼트 시스템 클래식 에디션과 비교하여 불리한 평가를 받았다. 부실한 게임 라이브러리, 사용자 인터페이스, 에뮬레이션 품질, 특정 게임에 PAL 버전 사용, 오리지널 컨트롤러 사용, 높은 소매 가격에 대한 비판이 있었지만, 콘솔의 디자인은 칭찬을 받았다. 콘솔은 판매가 부진했다.

## 같이 보기
- 플레이스테이션 2
- PS one